# الشبيبة الرياضية القيروانية (كرة السلة)
الشبيبة الرياضية القيروانية لكرة السلة (بالفرنسية: Jeunesse sportive kairouanaise (basket-ball))‏، هو نادي كرة سلة تونسي للمحترفين يقع مقره في مدينة القيروان. تأسس النادي عام 1942، ويلعب في بطولة تونس لكرة السلة للرجال، الدرجة الأعلى للدوري في تونس، وحقق اللقب المحلي ثلاث مرات، و يمثل تونس في المنافسات القارية والدولية.

## سجل ألقاب النادي لكرة السلة
الألقاب المحلية
- البطولة التونسية  (3) : 2001، 2002، 2003.

♦ الدور النهائي  (1) : 2004.
- كأس تونس  (2) : 2002، 2005.

♦ الدور النهائي  (4) : 2004، 2006، 2014، 2020.
- كأس السوبر  (1) : 2005.

♦ الدور النهائي  (1) : 2003.
- كأس الجامعة  (1) : 2015.

♦ الدور النهائي  (1) : 2013.
الألقاب الخارجية
- البطولة المغاربية  (1) : 2003.

- كأس العرب (0) :

♦ الدور النهائي  (1) : 2012

## وصلات خارجية
- صفحة الشبيبة الرياضية القيروانية لكرة السلة على موقع كوووة.
- الموقع الرسمي للجامعة التونسية لكرة السلة.